# Wood (Dakota del Sud)
Wood és una població dels Estats Units a l'estat de Dakota del Sud. Segons el cens del 2000 tenia 66 habitants.

## Demografia
Segons el cens del 2000, Wood tenia 66 habitants, 30 habitatges, i 18 famílies. La densitat de població era de 106,2 habitants per km².
Dels 30 habitatges en un 20% hi vivien nens de menys de 18 anys, en un 46,7% hi vivien parelles casades, en un 10% dones solteres, i en un 36,7% no eren unitats familiars. En el 30% dels habitatges hi vivien persones soles el 16,7% de les quals corresponia a persones de 65 anys o més que vivien soles. El nombre mitjà de persones vivint en cada habitatge era de 2,2 i el nombre mitjà de persones que vivien en cada família era de 2,79.
Per edats la població es repartia de la següent manera: un 21,2% tenia menys de 18 anys, un 1,5% entre 18 i 24, un 37,9% entre 25 i 44, un 15,2% de 45 a 60 i un 24,2% 65 anys o més.
L'edat mediana era de 39 anys. Per cada 100 dones de 18 o més anys hi havia 92,6 homes.
La renda mediana per habitatge era de 27.083 $ i la renda mediana per família de 29.375 $. Els homes tenien una renda mediana de 25.313 $ mentre que les dones 21.458 $. La renda per capita de la població era d'11.070 $. Entorn del 16,7% de les famílies i el 23,9% de la població estaven per davall del llindar de pobresa.

## Poblacions més properes
El següent diagrama mostra les poblacions més properes.